# Застава Крушевца
Заставу (стег) Града Крушевца чини подлога бордо-црвене боје, која сугерише владарску одећу, али и битке на Косову, са елементима боје божура. Оперваже су истакнуте златном линијом. Нема ивичне бордуре. На основној подлози у горњем делу заставе налази се грб Града Крушевца.
Застава се завршава ресама златне боје.
Начин употребе симбола Града уређује се одлуком Скупштине Града.
Застава Града Крушевца је предвиђена за вертикално истицање.